# دوروثيا فون شليغل
دوروثيا فون شليغل (بالألمانية: Dorothea von Schlegel) (و. 1764 – 1839 م) هي كاتِبة، ومترجمة، وناقدة أدبية ألمانية، ولدت في برلين، توفيت في فرانكفورت، عن عمر يناهز 75 عاماً.